# Bahnhof Gdańsk Główny

Gdańsk Główny – bis 1945 Danzig Hauptbahnhof – ist der bedeutendste Personenbahnhof in der polnischen Stadt Gdańsk (Danzig) und der Region Dreistadt. 

## Geografische Lage
Der Bahnhof liegt in der Danziger Innenstadt, westlich der Altstadt. Er ist der Knotenpunkt des Innerstädtischen Verkehrs. Diverse Straßenbahn- und Buslinien fahren ihn an, etwa auch die Buslinie 210 zum Flughafen. Auch der Zentrale Busbahnhof liegt in der Nähe und ist über eine Unterführung zu erreichen.

## Geschichte
Das Empfangsgebäude wurde von 1896 bis 1900 im Stil der Neurenaissance erbaut. Als Architekten werden Alexander Rüdell, Paul Thoemer, Georg Cuny und Fritz Klingholz genannt. Es diente als Vorbild des 1902 bis 1907 von den Reichseisenbahnen in Elsaß-Lothringen errichteten neuen Empfangsgebäudes des Bahnhofs Colmar. Das Empfangsgebäude wurde 1945 in Brand gesetzt und zerstört. Nach dem Zweiten Weltkrieg wurde es im ursprünglichen Stil wiederaufgebaut.

## Verkehr
Nach der Klassifikation der Polnischen Staatsbahn wird er in die höchste Bahnhofskategorie Premium eingestuft. Er ist Fernverkehrshalt an den Strecken Warschau–Danzig und Danzig–Stargard. Darüber hinaus halten die Züge der Polregio und der SKM am Bahnhof.
Er besitzt zwei Fernbahnsteige mit je zwei Gleisen sowie mehrere Kopfbahnsteige aus nördlicher Richtung, an denen die Nahverkehrszüge in Richtung Gdingen beginnen.

## Nebengebäude
Südlich des Empfangsgebäudes befindet sich ein Nebengebäude, das ebenfalls um 1900 erbaut wurde. Es überstand den Zweiten Weltkrieg weitgehend unbeschädigt. Das Gebäude wurde anfangs von der Eisenbahndirektion Danzig genutzt. In der zweiten Hälfte des 20. Jahrhunderts war hier eine Poliklinik für Eisenbahner untergebracht. Heute befindet sich hier das Central Hotel Gdańsk und die Brauerei PG4. Der Name der Brauerei leitet sich von der Adresse Podwale Grodzkie 4 (deutsch Stadtgraben 4) ab.

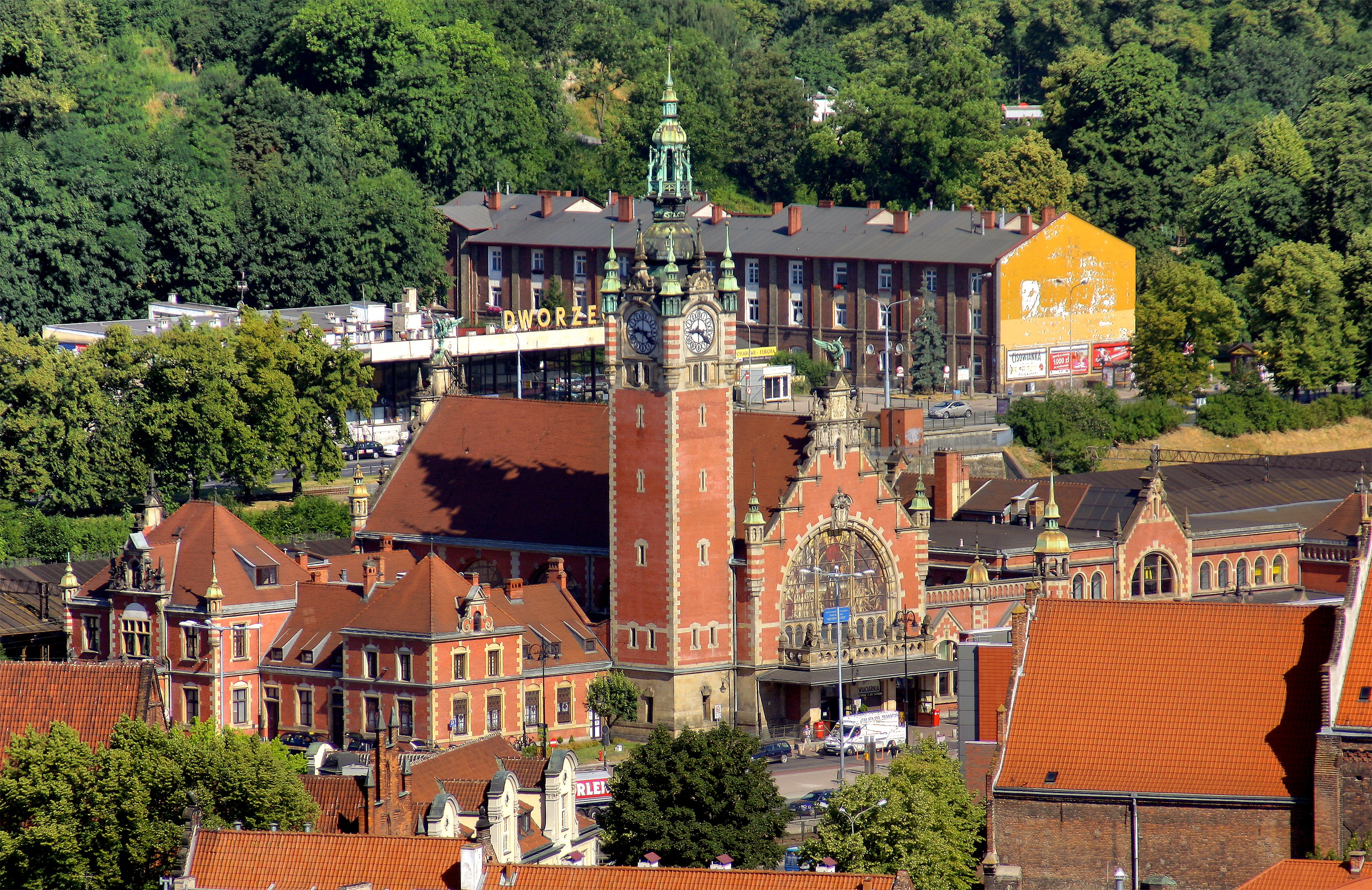
Blick von der Marienkirche
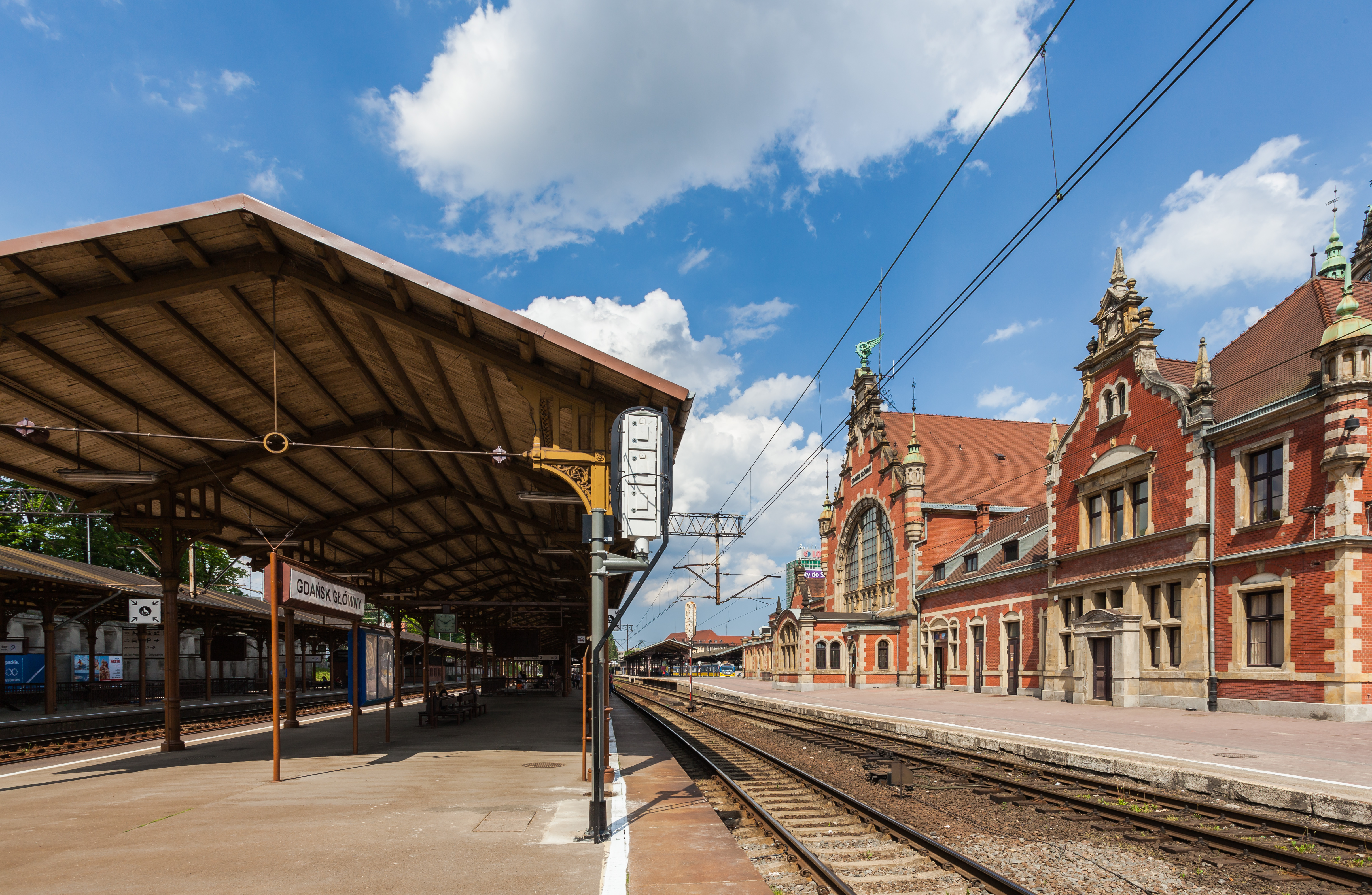
Bahnsteige in Gdańsk Główny
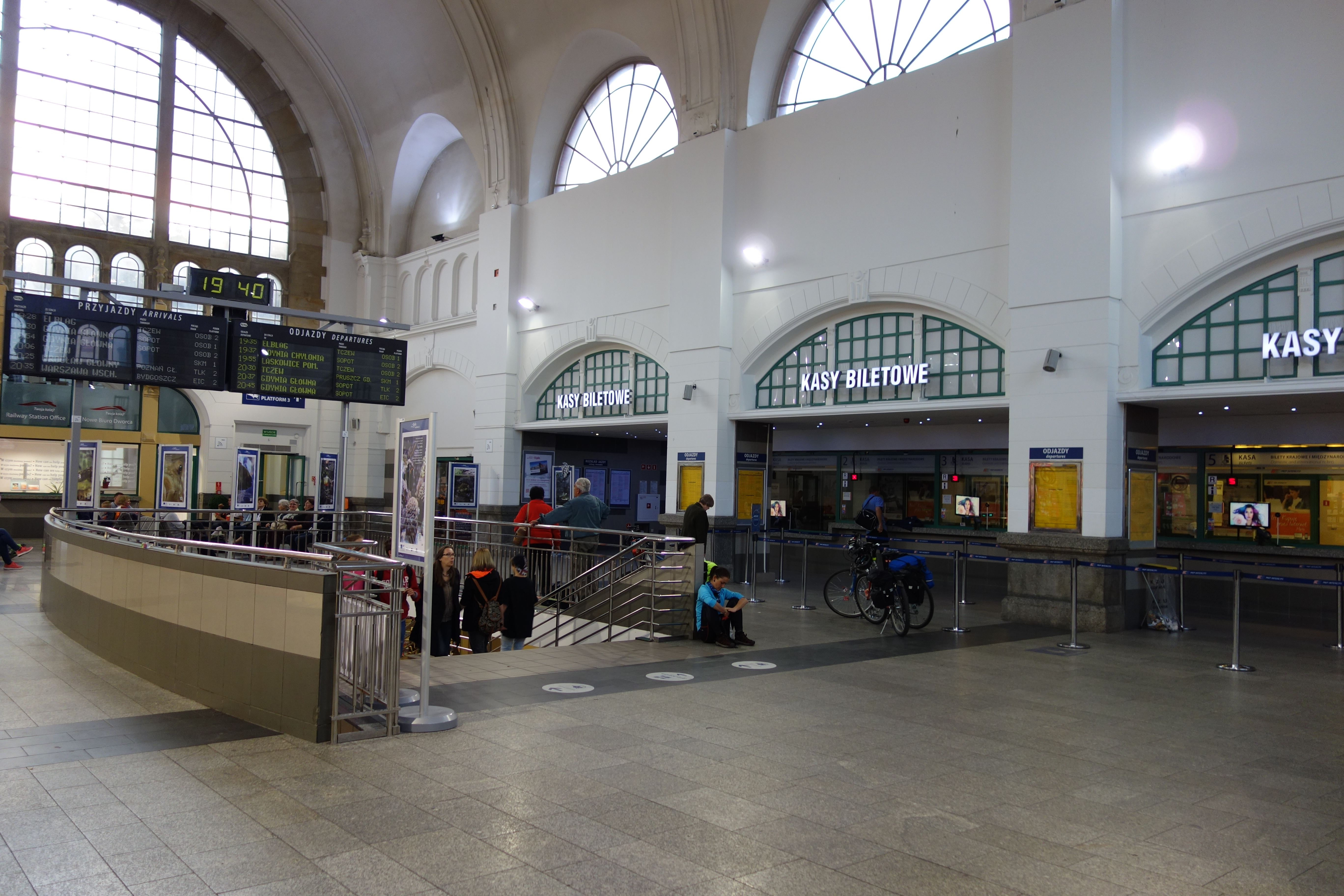
Wartehalle im Inneren des Gebäudes
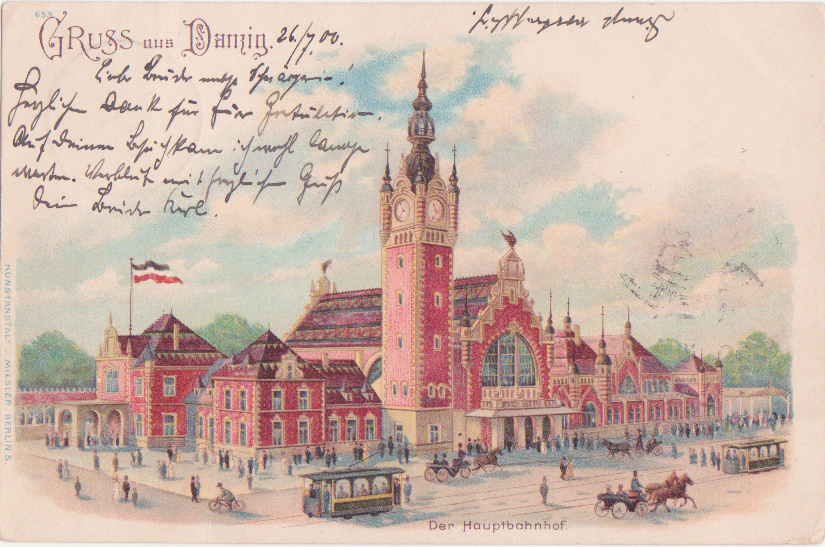
Alte Postkarte des Gebäudes von 1900
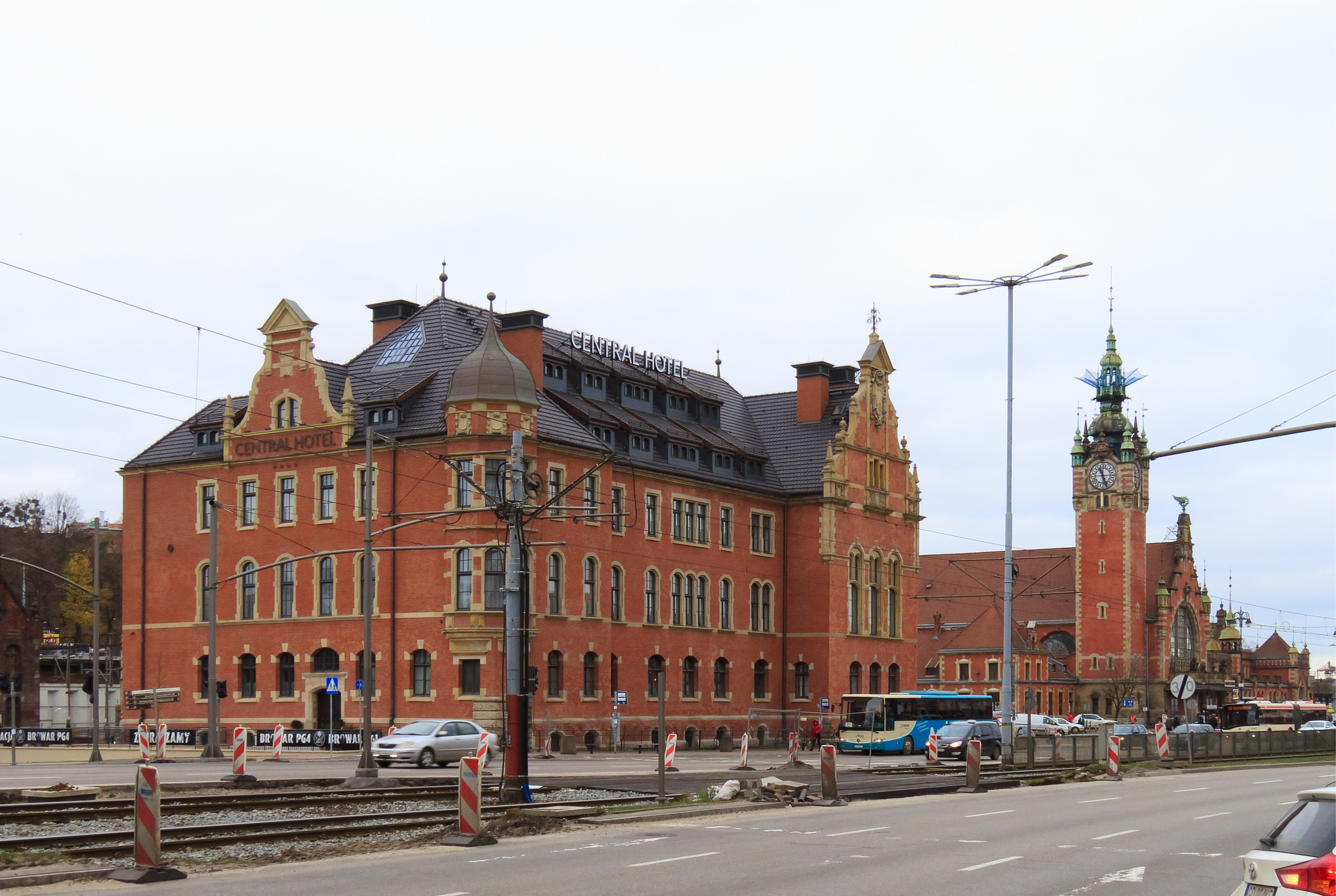
Centralhotel mit Bahnhofsgebäude rechts im Hintergrund